# Нардаранська мечеть
Нардаранська Мечеть або Мечеть Гаджі-Бахші, також знана як Мечеть Рахіми ханум (азерб. Nardaran məscidi, Rəhimə xanım məscidi) — Мечеть, що належить до епохи династії Сефевідів і розташована в селищі Нардаран, Сабунчинського району міста Баку. Споруджена в 1662/1663-х.